# باشگاه فوتبال ویتس‌آرنهم
باشگاه فوتبال ویتس‌آرنهم (به هلندی: SBV Vitesse Arnhem) باشگاه فوتبال هلندی است که در شهر آرنهم قرار دارد کخ در تاریخ ۱۴ مه ۱۸۹۲ تأسیس شده است.
باشگاه ویتس‌آرنهم پس از مشکلات مالی ایجاد شده پس از حمله روسیه به اوکراین توسط اتحادیه فوتبال سلطنتی هلند جریمه و مجوز آن باطل شد، این تصمیم مورد اعتراض باشگاه و هواداران قرار گرفت، نبابراین مدیران باشگاه تصمیم گرفتند به دادگاه کشور هلند شکایت کنند اما دادگاه در ۸ اوت ۲۰۲۵ پس از بررسی پرونده رای اتحادیه فوتبال هلند را تأیید کرد و مجوز حرفه‌ای باشگاه را باطل اعلام کرد.